# Bernardo Stortoni
Pas d'image ? Cliquez ici

a Compétitions nationales et continentales officielles uniquement.

b Matchs officiels uniquement.
Dernière mise à jour le 30 août 2022.
Bernardo Mario Stortoni, né le 17 décembre 1976 à Bahía Blanca (Argentine), est un joueur de rugby international argentin, évoluant au poste d'Arrière ou d'ailier (1,85 m pour 91 kg).

## Carrière

### En club
Bernardo Stortoni commence sa carrière en Argentine avec le club de Sociedad Sportiva dans sa ville natale, avant de rejoindre le CA San Isidro pendant quatre saisons,.
En 2002, il rejoint le club français du RC Narbonne, évoluant en Top 16,.
Après une saison en France, il rejoint les Rotherham Titans, qui viennent d'être promus en première division anglaise.
Il ne reste qu'une saison à Rotherham — saison qui se conclut par la relégation du club — avant de rejoindre en 2004 le club de Bristol Rugby en National Division One (deuxième division). Il participe à la promotion de son équipe en Premiership au terme de sa première saison, en inscrivant quinze essais en vingt-et-un matchs,. Il joue ensuite deux saisons avec Bristol en première division nationale,.
En 2007, il rejoint l'équipe écossaise des Glasgow Warriors, évoluant en Ligue celtique,. Il s'impose rapidement comme un cadre de l'effectif,. Stortoni joue quatre saisons avec Glasgow, et dispute un total de 96 matchs.
En juin 2011, âgé de 34 ans, il met un terme à sa carrière de joueur professionnel, et retourne vivre en Argentine.

### En équipe nationale
Bernardo Stortoni a fait ses débuts en équipe d'Argentine le 15 septembre 1998 contre l'équipe du Japon,.
Il fait partie du groupe élargi argentin retenu pour préparer les Coupe du monde 2003 en Australie et 2007 en France, mais ne fait finalement pas partie des groupes finaux, devancé par des joueurs comme Juan Martín Hernández ou Ignacio Corleto,.

## Palmarès

### En club
- Vainqueur de National Division One en 2005 avec Bristol.

### En équipe nationale
- Vainqueur du Championnat d'Amérique du Sud en 1998 et 2002

## Statistiques internationales
- 26 sélections en équipe d'Argentine entre 1998 et 2008.
- 10 essais (50 points).
- Nombre de sélections par année : 2 en 1998, 6 en 2001, 3 en 2002, 3 en 2003, 4 en 2005, 1 en 2007 et 7 en 2008.
- Participation à la Coupe du monde de rugby : aucune